# Parafia św. Marii Magdaleny w Suchożebrach
Parafia Świętej Marii Magdaleny w Suchożebrach – parafia rzymskokatolicka w Suchożebrach, erygowana w 1422, obecny kościół parafialny murowany, wybudowany w 1772.

## Historia
Akt erekcyjny nie zachował się – wiadomo tylko, że budowniczym pierwszego kościoła w 1422 był miejscowy dziedzic Trojan Suchożebrski. Była to budowla drewniana na planie krzyża łacińskiego. Pod koniec XVI w. kościół przejęli wyznawcy kalwinizmu, lecz w 1605 wrócił do katolików. W 1657 Kozacy ograbili kościół ze wszelkich cenniejszych przedmiotów oraz spalili księgi parafialne. W 1690 probostwo objął ks. Józef Przygodzki, który zasłużył się m.in. zorganizowaniem szkółki parafialnej, powołaniem probostwa szpitalnego, wprowadzeniem rejestrów finansowych oraz wieloma pracami budowlanymi i remontowymi. Dokumenty po wizytacji z 1737 odnotowują istnienie przyparafialnego szpitala i przytułku.
Budowę nowego kościoła (obecnie istniejącego) rozpoczęto w roku 1772 i trwała 6 lat. Proboszczem był wtedy ks. Andrzej Glinka. Główną sponsorką była księżna Aleksandra Ogińska, która też wmurowała kamień węgielny. Wiele prac budowlanych wykonano w ramach odrabiania pańszczyzny lub w czynie społecznym. Wybudowano także kaplicę służącą potem za kostnicę. Kościół został konsekrowany dopiero w 1837 przez bpa Jana Gutkowskiego. W 1877 w Przygodach utworzono nowy cmentarz parafialny. W latach 1906–1912 do głównej bryły kościoła dobudowano dwie wieże, kaplicę frontową z przeznaczeniem na dzwonnicę oraz dokonano wielu innych prac modernizacyjnych. W 1941 Niemcy zarekwirowali 4 kościelne dzwony, natomiast piąty, ukryty w sadzawce, pozostał. Kolejne prace remontowe, wykonane po roku 2014, obejmowały m.in. pokrycie dachu blachą miedzianą i modernizację oświetlenia.
Parafia obejmuje miejscowości: Suchożebry, Brzozów, Chodów, Kisielany-Kuce, Kisielany-Żmichy, Kopcie, Przygody, Podnieśno, Sosnę-Korabie, Sosnę-Kozółki, Sosnę-Trojanki oraz Wolę Suchożebrską.

## Powołania pochodzące z parafii
ks. Jan Kurowski
ks. Karol Klewek
ks. Andrzej Kosieradzki
ks. Karol Jakubiak
br. Henryk Jedliński OFM Conv.
ks. Patryk Bombiak SDB
s. Barbara Siemieniuk (służka)
s. Krystyna Krzewniak (służka)
s. Joanna Sarnowska (służka)
s. Grażyna Dobosz (służka)
s. Agata Podniesińska (nazaretanka)
s. Miriam Małgorzata Jedlińska (nazaretanka)
s. Agnieszka Kudelska (sercanka)
s. Franciszka Agata Marchelak (loretanka)
s. Maria Bednarczyk(albertynka)
s. Bogumiła Staręga (franciszkanka misjonarka)
s. Anna Wolińska (salezjanka)
s. Anna Wójcik (tereska)